# Kriegerherzen
Kriegerherzen ist ein deutscher Independent-Fantasyspielfilm. In vier Jahren Produktionszeit haben mehr als 250 Mitwirkende die Fantasy-Geschichte um die Ritter von Vallconnan und die Gijak Shatraug mitgewirkt. An insgesamt 44 Drehtagen und in 18 Monaten Postproduktion wurde das minimale Budget aufgewogen und ein programmfüllender Spielfilm geschaffen.

## Handlung
Es herrscht Krieg mit den Orks. Doch hinter den Scharen der Orks stehen die Gijak Shatraug – finstere Zauberer, die erfüllt sind von ihrer Gier nach bedingungsloser Macht.
Das Königreich Vallconnan verteidigt schon seit vielen Jahren die Grenze zu den Orklanden. Die Ritter des Landes haben es geschafft, die Orks zurückzuhalten. Doch dann sorgt in den Wirren der Kämpfe eine Entführung für Unruhe. Murdock, ein kaltherziger Ordenskrieger, der junge Ritter Lear sowie Vincent, der verzogene Sohn eines Adeligen und das Mündel Evelyn sehen sich bald mehr als nur den Orks gegenüber. Unheilvoll legt sich ein Schatten über das Königreich und ein vernichtender Sturm zieht auf...

## Hintergrund
Das Fantasy-Genre zählt zu den aufwendigsten aller Film-Kategorien. Kriegerherzen wurde ohne finanzielle Unterstützung durch Sponsoren oder Filmförderung realisiert. Über 250 Mitwirkende waren ohne Gage oder Zuwendungen an der Produktion beteiligt – darunter professionelle Stuntmen, hauptberufliche Kameraleute, Lichttechniker sowie Musiker und Komponisten für die Filmmusik. Acht verschiedene Burgen zwischen Eifel und Niederrhein (unter anderem Museum Schloss Burg an der Wupper, Schloss Rheydt, die Kasselburg bei Gerolstein, Schloss Liedberg und Schloss Veldenz an der Mosel) zählten zu den Drehorten.
Durch die Unterstützung von einigen kleineren Firmen aus dem Filmproduktionsbereich in Form von kostenloser Leihgabe von Ausrüstung und Technik konnten trotz nicht vorhandener Geldmittel und meist schwieriger Terminierung der vielen Freiwilligen auf die möglichen Drehtage teilweise sehr anspruchsvolle Umsetzungen geschaffen werden. Wie sehr oft bei den Dreharbeiten haben sich auch in der langwierigen Postproduktion viele Möglichkeiten erst während des Arbeitsprozesses ergeben, so zum Beispiel im Bereich der digitalen Effekte.

## Premiere
Nach vier Jahren Produktionszeit (2002–2005) war der Independent-Fantasyspielfilm „Kriegerherzen“ fertiggestellt und wurde am 1. Oktober 2005 in einer großen Kinopremiere der Öffentlichkeit vorgestellt. In ihren Ansprachen dankten die Initiatoren Lars Gatting und Rainer ZIPP Fränzen vor allem der großen Zahl der Mitwirkenden, ohne deren Hilfe der Film nie zustande gekommen wäre. Denn vielen Independent-Filmprojekten bleibt aus vielerlei Gründen oft eine tatsächliche Fertigstellung verwehrt.
Insgesamt über 450 Besucher sahen sich den Independent-Spielfilm am Tag der Premiere an.

## Rezensionen
- Gesammelte Presse- und Medienberichte von 2002 bis 2006 auf der offiziellen Film-Website[2]

## Auszeichnungen
- 2005 Team Film Award – Lob der Jury für herausragende Teamleistungen[3][4]